# بانک ذخایر استرالیا
بانک ذخایر استرالیا (انگلیسی: Reserve Bank of Australia) بانک مرکزی استرالیا است، که در سال ۱۹۶۰ توسط دولت استرالیا تأسیس شد.